# Breakfast on Pluto (bande originale)
Cet article concerne la bande originale du film. Pour le film de Neil Jordan, voir Breakfast on Pluto.
Bande originale du film Breakfast on Pluto, réalisé par Neil Jordan en 2005.

## Liste des chansons
| No  | Titre                                                         | Auteur        | Interprète                      | Durée |
| --- | ------------------------------------------------------------- | ------------- | ------------------------------- | ----- |
| 1.  | Sugar Baby Love                                               |               | The Rubettes                    |       |
| 2.  | Ghost Riders in the Sky                                       |               | N. Eccles, J. Smyth et D. Woods |       |
| 3.  | Why Am I So Gone (About That Gal) (chanson du film Les Girls) |               | Mitzi Gaynor et Gene Kelly      |       |
| 4.  | Les Girls                                                     | Cole Porter   |                                 |       |
| 5.  | The Isle of Inisfree (chanson du film L'Homme tranquille)     | Dick Farrelly | The Dublin Screen Orchestra     |       |
| 6.  | The Way! (chanson du film L'Homme tranquille)                 | Victor Young  | The Dublin Screen Orchestra     |       |
| 7.  | The Race (chanson du film L'Homme tranquille)                 | Victor Young  | The Dublin Screen Orchestra     |       |
| 8.  | Me & My Arrow                                                 |               | Harry Nilsson                   |       |
| 9.  | You're Breakin' My Heart                                      |               | Harry Nilsson                   |       |
| 10. | The Moonbeam Song                                             |               | Harry Nilsson                   |       |
| 11. | You're Such A Good Looking Woman                              |               | Joe Dolan                       |       |
| 12. | Running Bear                                                  |               | Gavin Friday                    |       |
| 13. | Wig Wam Bam                                                   |               | Gavin Friday                    |       |
| 14. | Honey                                                         |               | Bobby Goldsboro                 |       |
| 15. | Me & Mrs. Jones                                               |               | Billy Paul                      |       |
| 16. | Sand                                                          |               | Gavin Friday et Cillian Murphy  |       |
| 17. | Everyday                                                      |               | Slade                           |       |
| 18. | Fuck The British Army                                         |               | Paddy's Irish Clan              |       |
| 19. | Chirpy Chirpy Cheep Cheep                                     |               | Middle of the Road              |       |
| 20. | Freelance Fiend                                               |               | Leaf Hound                      |       |
| 21. | The Wombling Song                                             |               | The Wombles                     |       |
| 22. | Feelings                                                      |               | Morris Albert                   |       |
| 23. | Tell Me What You Want                                         |               | Jimmy Ruffin                    |       |
| 24. | Smoke Gets in Your Eyes (Harbach/Kern)                        |               | Billy Livsey                    |       |
| 25. | The Windmills Of Your Mind                                    |               | Dusty Springfield               |       |
| 26. | Caravan                                                       |               | Santo and Johnny                |       |
| 27. | Children Of The Revolution                                    |               | T-Rex                           |       |
| 28. | No More White Horses                                          |               | T2                              |       |
| 29. | For The Good Times                                            |               | Kris Kristofferson              |       |
| 30. | Dream World                                                   |               | Don Downing                     |       |
| 31. | Breakfast on Pluto                                            |               | Don Partridge                   |       |
| 32. | For What It's Worth                                           |               | Buffalo Springfield             |       |
| 33. | Love Is A Many-Splendored Thing                               |               | Jerry Vale                      |       |
| 34. | Makes You Blind                                               |               | The Glitter Band                |       |
| 35. | Rock Your baby                                                |               | George McCrae                   |       |
| 36. | In the Rain                                                   |               | The Dramatics                   |       |
| 37. | Madame George                                                 |               | Van Morrison                    |       |
| 38. | Cypress Avenue                                                |               | Van Morrison                    |       |
| 39. | Fly Robin Fly                                                 |               | Silver Convention               |       |
| 40. | How Much Is That Doggy In The Window                          |               | Patti Page                      |       |
| 41. | Zadok The Priest                                              | Händel        | The Huddersfield Choral Society |       |
| 42. | Why Am I So Gone (About That Gal?)                            | Cole Porter   |                                 |       |